# Керала
Ке́рала (малаял. കേരളം, МФА: [ke:ɾɐɭɐm] прослушатьо файле; англ. Kerala, Keralam) — штат, расположенный на Малабарском берегу на юго-западе Индии, с площадью 38 863 км² и населением 33 387 677 жителей (перепись 2011). Плотность населения составляет 859,11 чел./км², что является одним из самых высоких показателей плотности населения в стране.
Столица — Тривандрам (Тируванантапурам), самый населённый город штата; второй по численности населения город — Кочи (Кочин).
Официальный язык — малаялам.
Штат был создан в 1956 году и основным определением границы являлось распространение языка малаялам.

## Этимология
«Керала» — древнее санскритское название этой местности, известное и Вальмики, и Вьясе, и Патанджали — встречается уже в «Айтарея-араньяке», «Матсья-пуране» и «Маркандея-пуране», а в нескольких эдиктах Ашоки под именем Керала-путо упоминается один из её правителей.
В раннем Средневековье купцы и путешественники предпочитали называть эту страну, учитывая её гористый рельеф, «страной гор»: Косма Индикоплов говорит о стране Мале (от mala «гора»), Сюань Цзан — о стране Моле-кью-ча, аль-Бируни и Марко Поло — о Мелибаре, Ал-Казвини и Ибн Баттута — о Малибаре, Иорданус Каталани — о Молебаре (мал. paar «земля», там. paar «земля, берег, скала, скалистый берег», иранск. bār, арабск. barr «суша, берег»). В народной этимологии название иногда превращается в Манибар («берег перца»), упоминаемый аль-Идриси и Рашид ад-Дином, или просто Малабарский берег.
Коренные жители региона называют себя «малаяли» (букв.: «хозяева гор»), а свою страну — либо Малаялам, либо Керала.

## География
Штат Керала расположен на крайнем юге Индийского субконтинента, между Аравийским морем на западе и Западными Гхатами (Гатами) на востоке. Граничит с двумя индийскими штатами — Тамилнадом (на востоке) и Карнатакой (на северо-востоке), и с округом Маэ, который является частью союзной территории Пондичерри. Береговая линия штата протянулась на 590 км, тогда как его ширина составляет всего от 35 до 120 км.
Можно выделить три основных географических региона: возвышенности внутренних восточных районов, холмистая местность центральных районов и плоская прибрежная равнина на западе. Дикие горные регионы покрыты лесами, тогда как более освоенные занимают кофейные и чайные плантации. Равнины почти полностью заняты сельскохозяйственными угодьями. Средняя высота Западных Гхат составляет 1500 м, но высота отдельных гор достигает 2500 м. Самая высокая точка Кералы — гора Анай-Муди (2695 м).
Основные реки Кералы включают Перияр (244 км), Бхаратапужа (209 км), Памба (176 км), Чалияр (169 км), Кадалунди (130 км), Валапаттанам (129 км) и Ачанковил (128 км). Остальные реки сравнительно небольшие, большинство их имеет полностью муссонное питание. Средняя длина рек штата — 64 км. Вдоль побережья Аравийского моря протянулась цепь лагун и озёр, соединённых каналами и питаемых реками. Система включает как пресноводные, так и солоноватые водоёмы, имеющие сообщение с Аравийским морем; регион отличается уникальной экосистемой. Крупнейшее озеро штата — Вембанад, имеет площадь 2033 км².

### Климат
Климат Кералы — влажный тропический, океанический, сильно зависит от сезонных муссонов. Среднегодовые температуры составляют от 25—27,5 °С на равнинах до 20—22,5 °С на восточных возвышенностях.
Средний годовой уровень осадков составляет 3107 мм: от 1250 мм в некоторых равнинных регионах до 5000 мм в восточном округе Идукки.

### Природные бедствия
Керала не подвержена столь сильным и катастрофическим наводнениям как Индо-Гангская равнина; тем не менее в последнее время они всё чаще имеют место. Около 25 % от площади штата, где проживает его 18 % населения, подвержены наводнениям. Некоторые горные районы подвержены оползням. Находясь почти в центре Индийской тектонической плиты, Керала, как и соседние регионы, находится в области очень низкой тектонической и вулканической активности.

### Флора и фауна
Леса занимают 24 % территории Кералы (около 9 400 км²) и включают тропические влажные вечнозелёные и более засушливые тропические широколиственные леса. Имеются также горные субтропические леса. В штате расположены 2 объекта Рамсарской конвенции: озеро Састхамкотта и болота Вембанад-Кол, а также часть биосферного заповедника Нилгири.
Керальская фауна отличается своим разнообразием и высокой долей эндемиков: 102 вида млекопитающих (из них 56 — эндемики), 453 вида птиц, 202 вида пресноводных рыб, 169 видов рептилий (139 из них эндемичны) и 89 видов амфибий (86 — эндемики).
Фауна представлена такими видами, как индийский слон, бенгальский тигр, индийский леопард, нилгирийский тар, гигантская белка и многими другими.

#### Национальные парки Кералы
- Эравикулам: 97 км²
- Перияр: 350 км²
- Сайлент-Вэлли: 89,52 км²
- Анамуди-Шола: 7,5 км²
- Матхикеттан-Шола: 12,82 км²
- Пампадум-Шола: 1,32 км²

## История
В III в. н. э. нынешняя Керала была частью дравидской державы Кералапутра. На греко-римской карте «Periplus Maris Erythraei» эта страна именуется «Celobotra». В IX—XII веках Кералапутрой правила династия Кулашекхара.
Путешествие Васко да Гамы в этот регион в 1498 году было во многом мотивировано тем, что Португалии требовалось вывести торговлю специями, выращенными в Керале, из-под контроля арабов. Васко да Гама основал первую португальскую крепость в Индии, в Кочине, в 1503 году, воспользовавшись конфликтом между правящими семьями Кочина и Каликута, тем самым положив конец арабской монополии. Тем не менее, впоследствии данный конфликт также способствовал появлению в регионе голландцев, которые изгнали португальцев из их фортов.
На протяжении многих веков в Керале доминировала каста упорных и воинственных наиров (найяров). В битве при Кулачеле (1741 год) голландцы были разгромлены наирами из Траванкора, которыми командовал их правитель Мартханда Варма.

Во второй половине XVIII века на территории всей Южной Индии развернулись события Майсурских войн, которые вели против британцев майсурский правитель Хайдер Али и его сын и преемник Типу Султан. В 1792 году Типу Султан принуждён был уступить британцам округ Малабар (северная половина современной Кералы). Британцы заключили также договоры с правителями Кочина (1791 год) и Траванкора (1795 год) об их присоединении к Британской Индии в обмен на автономию. Малабар же стал частью Мадрасского президентства. Во время британского правления на территории Кералы нередки были протесты и организованные восстания. 
С давних времён наирские воины были вооружены мечом и небольшим круглым щитом. Наиры создали систему боевого искусства Калари-Пайяту — это одно из древнейших боевых искусств. Наирские мальчики обучались боевому искусству с 9-летнего возраста! Наиры храбро сражались — однако, несмотря ни на что, англичане взяли верх. Они истребляли наших воинов — и боевое искусство ушло в деревни!
 — повествует о превратностях наирской судьбы Гуру Балачандран Наир (Guru Balachandran Nair), глава Наирского ашрама штата Керала (2011 г.).
В период британского правления в Керале не раз случались и весьма серьёзные конфликты местных мусульман и индусов.
В 1935—1936 годах в Керале проповедовал православие Нафанаил (Львов), будущий епископ Русской православной церкви заграницей.
После провозглашения независимости Индии в 1947 году княжества Траванкор и Кочин были 1 июля 1949 года объединены в штат Траванкор-Кочин. Президентство Мадрас стало индийским штатом Мадрас. Штат Керала был создан 1 ноября 1956 года путём соединения Малабарского берега штата Мадрас, штата Траванкор-Кочин и талука Касаргод округа Дакшина-Каннада.
В июле 2011 года в индусском храме Шри-Падмана (недавно переданном на государственный баланс) была открыта сокровищница раджей Траванкора.

## Население
Население Кералы — 31,8 миллионов человек (2001), главным образом — малаяли. Население штата составляет 3,44 % от общего населения Индии. Плотность населения — 819 чел./км², что более чем в 2 раз больше чем в среднем по стране. Уровень прироста населения — самый низкий в Индии.
56,2 % жителей Кералы исповедуют индуизм, 24,7 % — ислам и 19 % — христианство.
Малаялам — официальный язык Кералы и является родным для его 96 % населения; среди других языков распространены: тамильский, каннада, телугу и конкани.
Керала — единственный штат Индии, где число женщин превышает число мужчин (1058 женщин на 1000 мужчин). Здесь также самая высокая среди штатов Индии продолжительность жизни (75 лет — мужчины, 78 лет — женщины).
- Естественный прирост: 0,87 %.
- Рождаемость: 17,1 на 1000 человек.
- Смертность: 6,4 на 1000 человек.
- Уровень детской смертности: 14,1 на 1000 родившихся живыми.
- Фертильность: 1,7 детей на 1 женщину (самая низкая в стране).

В Керале самый высокий уровень грамотности среди всех штатов Индии — 91 %.
| 1951            | 1961            | 1971            | 1981            | 1991            | 2001            |
| --------------- | --------------- | --------------- | --------------- | --------------- | --------------- |
| 13 549 000 чел. | 16 904 000 чел. | 21 347 000 чел. | 25 454 000 чел. | 29 099 000 чел. | 31 841 000 чел. |

### Крупные города
- Тривандрам — 784 тыс. чел.
- Кочин — 604 тыс. чел.
- Кожикоде — 437 тыс. чел.
- Коллам — 361 тыс. чел.
- Триссур — 317 тыс. чел.
- Аллеппи — 177 тыс. чел.
- Палаккад — 131 тыс. чел.

## Административно-территориальное деление
Штат включает в себя 14 округов:
- Аллеппи (создан в 1957 году)
- Ваянад (создан в 1980 году)
- Идукки (создан в 1972 году)
- Каннур
- Касарагод (создан в 1984 году)
- Кожикоде (создан в 1957 году)
- Коллам
- Коттаям
- Малаппурам (создан в 1969 году)
- Палаккад (создан в 1957 году)
- Патанамтитта (создан в 1982 году)
- Тируванантапурам
- Триссур (создан в 1949 году)
- Эрнакулам (создан в 1958 году)

До 1956 года южная часть Кералы представляла собой штат Траванкур-Кочин в составе четырёх округов: Тривандрам (Тируванантапурам), Коллам, Коттаям и Триссур (с 1949 года). Северная часть Кералы входила в состав штата Мадрас как округ Малабар. В 1956 году штат приобрёл современные границы.

## Политика
В Керале сильны позиции левых сил. В 1957 году на выборах в ассамблею штата впервые в истории страны победу одержала Коммунистическая партия Индии (КПИ) во главе с Э. М. Ш. Намбудирипадом. В политике штата доминируют две коалиции: левоцентристский Объединенный демократический фронт (ОДФ) (возглавляемый Индийским национальным конгрессом и включающий также Мусульманскую лигу Индийского союза, Конгресс Кералы (М) и ряд более мелких партий) и Левый демократический фронт (ЛДФ) (возглавляемый Коммунистической партией Индии (марксистской) и включающий также КПИ, Джанату дал (светскую), Националистическую партию конгресса и ряд более мелких партий). На выборах в мае 2016 года победил ЛДФ, получивший (вместе с поддержанными ЛДФ независимыми кандидатами) 91 из 140 мест в ассамблее; 48 мест досталось ОДФ, 1 место — Бхаратия джаната парти, впервые получившей представительство в парламенте штата.

## Экономика
Штат Керала занимает первое место в Индии по грамотности населения (свыше 90 %). Кроме того, это единственный штат Индии, где число женщин превосходит число мужчин. Проведена почти полная телефонизация всех деревень. Вышеперечисленные факты объясняются, в основном, политикой, проводимой коммунистическими правительствами штата, а также высокой долей христиан (старейшую в Индии христианскую общину основал в Керале в IV в. Фома Канский).
Однако в экономическом отношении Керала не является передовым штатом. Несмотря на проведённые коммунистами в 1960-х годах земельные реформы и очень невысокие (по сравнению с остальной Индией) темпы роста населения, проблема аграрного перенаселения в штате стоит очень остро. Промышленность развита слабо, особенно по сравнению с соседним Тамилнадом. Из отраслей сельского хозяйства наиболее развиты производство каучука, кокосовых орехов, бананов, орехов кешью, переработка копры и рыболовство.
Международный контейнерный транспортный терминал Кочина является крупнейшим в Индии. В Кочине расположены судостроительная верфь и один из крупнейших на юге Индии нефтеперерабатывающих заводов.
Существенную часть доходов штата составляют денежные переводы из-за рубежа (керальцы, благодаря сравнительно высокому уровню образования, составляют очень значительную долю индийских работников в арабских странах). Туризм также является важнейшей составляющей экономики штата. Помимо пляжного отдыха, туристов привлекают заповедники, а также традиционные медицинские клиники.

## Транспорт
В Керале имеется 145 704 км дорог, 1 524 км из них — национальные трассы. Западное побережье штата обслуживает NH 47 и NH 17. Плотность дорожной сети значительно выше, чем в среднем по Индии.
Южная зона железных дорог Индии соединяет все основные города Кералы. Имеется 4 международных аэропорта: Тривандрам, Кочин, Каннур и Каликут.

## Культура
Культура Кералы имеет древние влияния культуры соседних регионов, Тамилнада и Карнатака, позже она была также обогащена за счёт влияний ближневосточной и европейской культур.
Традиционная форма малаяльского театра носит название кутияттам. Само название можно перевести как «совмещённое действие», считается, что данному виду постановки уже около 2 тысяч лет, по всей видимости это последний сохранившийся образец древнего санскритского театра. Данный вид искусства признан ЮНЕСКО как Шедевр устного и нематериального культурного наследия. Другие виды традиционного театрально-танцевального искусства включают: катхакали (от слов: katha «рассказ» и kali «постановка»), кутху, мохини-аттам, тхейям, оттхамтхуллал, падаяни и др. Кроме того имеются виды постановки с более религиозным подтекстом, либо присущие лишь небольшому племенному образованию.
Музыкальные традиции Кералы также восходят корнями к давним временам, наибольшее распространение получила так называемая карнатская музыка. Подобные музыкальные произведения отличаются религиозным и отчасти философским содержанием, большой акцент делается на ритм.
Литература на языке малаялам также уходит корнями в Средние века, включая так называемых ниранамских поэтов XIV века (Мадхава Паниккар, Санкара Паниккар и Рама Паниккар). Формированию литературного языка малаялам значительно способствовал такой поэт и лингвист XVII века как Тунджатту Эжуттаччан. Важный вклад в малаяльскую прозу внесли Пареммаккал Тхома Катханар (1736—1799) и Керала Варма Валиакой Тхампуран (1845—1914). Такие деятели литературы, как Кумаран Асан, Валлатол Нараяна Менон и Уллур С. Парамесвара Йер положили основу современной малаяльской поэзии, более лиричной и далёкой от архаичных традиций.
Роман «Бог мелочей» писательницы Арундати Рой удостоился в 1997 году Букеровской премии.

## Туризм и достопримечательности
Керала — одна из наиболее популярных среди туристов частей Индии. Тропический климат Малабарского берега, пышная растительность, уникальная культура и традиции региона привлекают огромное количество посетителей из-за рубежа. Журнал «National Geographic Traveller» назвал Кералу одним из «десяти райских уголков мира» и одним из «50-ти мест, которые нужно посетить в жизни».
До 1980-х годов Керала была практически неизвестна среди туристов, основные туристические маршруты Индии концентрировались тогда на севере страны. Государственная Корпорация по развитию туризма в Керале (Kerala Tourism Development Corporation) положила основу развитию и росту туристической индустрии региона. В 2010 году штат посетило 0,66 млн иностранных туристов. Отрасль туризма становится важной частью экономики штата.
Керала имеет около 550 км побережья Аравийского моря, значительную часть его занимают песчаные пляжи. Наиболее популярны среди туристов пляжи в городах Ковалам, Аллеппи, Варкала, Чераи, Каннур и др. Туристов также привлекают системы лагун и озёр, протянувшиеся вдоль побережья, а также природа тропических лесов региона.
В столице штата есть один из древнейших индуистских храмов Падманабхасвами-Мандир (III тыс. до н э.) и резиденция бывшего махараджи Траванкор-Кочина. В городе Кочин — старейшая в Индии Кочинская синагога (1568).

## Образование
Высшие учебные заведения штата включают:
- Mahatma Gandhi University (Коттаям)
- University of Kerala (Тривандрам)
- Cochin University of Science and Technology (Кочин)
- University of Calicut (Кожикоде)
- Kerala Agricultural University (Триссур)
- Kannur University (Каннур)
- Kerala University of Fisheries and Ocean Studies (Кочин)
- Central University of Kerala (Касарагод)
- Central Marine Fisheries Research Institute (Кочин)
- National Institute of Technology Calicut (Кожикоде) и др.

## СМИ
Большинство газет печатаются на малаялам и английском. Основные газеты на малаялам включают: «Madhyamam», «Mathrubhumi», «Malayala Manorama», «Mangalam», «Deepika», «Kerala Kaumudi», и «Desabhimani».
Телевидение представлено государственной телекомпанией Doordarshan и множеством кабельных каналов на малаялам, английском и других языках. Популярные малаялоязычные каналы: «Asianet», «Surya TV», «Kairali TV», Safari TV «Manorama News», «Kiran», «Kairali People», «Amrita TV» и др.
Сотовая связь обеспечивается операторами:'« BSNL», «Reliance Infocomm», «Tata Indicom», «Idea», «Hutch» и «Airtel».